# Turma da Mônica (série télévisée d'animation)
 (avril 2023).
La mise en forme du texte ne suit pas les recommandations de Wikipédia : il faut le « wikifier ».
Les points d'amélioration suivants sont les cas les plus fréquents. Le détail des points à revoir est peut-être précisé sur la page de discussion.
- Les titres sont pré-formatés par le logiciel. Ils ne sont ni en capitales, ni en gras.
- Le texte ne doit pas être écrit en capitales (les noms de famille non plus), ni en gras, ni en italique, ni en « petit »…
- Le gras n'est utilisé que pour surligner le titre de l'article dans l'introduction, une seule fois.
- L'italique est rarement utilisé : mots en langue étrangère, titres d'œuvres, noms de bateaux, etc.
- Les citations ne sont pas en italique mais en corps de texte normal. Elles sont entourées par des guillemets français : « et ».
- Les listes à puces sont à éviter, des paragraphes rédigés étant largement préférés. Les tableaux sont à réserver à la présentation de données structurées (résultats, etc.).
- Les appels de note de bas de page (petits chiffres en exposant, introduits par l'outil «  Source ») sont à placer entre la fin de phrase et le point final[comme ça].
- Les liens internes (vers d'autres articles de Wikipédia) sont à choisir avec parcimonie. Créez des liens vers des articles approfondissant le sujet. Les termes génériques sans rapport avec le sujet sont à éviter, ainsi que les répétitions de liens vers un même terme.
- Les liens externes sont à placer uniquement dans une section « Liens externes », à la fin de l'article. Ces liens sont à choisir avec parcimonie suivant les règles définies. Si un lien sert de source à l'article, son insertion dans le texte est à faire par les notes de bas de page.
- La présentation des références doit suivre les conventions bibliographiques. Il est recommandé d'utiliser les modèles {{Ouvrage}}, {{Chapitre}}, {{Article}}, {{Lien web}} et/ou {{Bibliographie}}. Le mode d'édition visuel peut mettre en forme automatiquement les références.
- Insérer une infobox (cadre d'informations à droite) n'est pas obligatoire pour parachever la mise en page.

Pour une aide détaillée, merci de consulter Aide:Wikification.
Si vous pensez que ces points ont été résolus, vous pouvez retirer ce bandeau et améliorer la mise en forme d'un autre article.
Turma da Mônica est une série animée brésilienne créée par Maurício de Sousa, basée sur la série de bandes dessinées homonyme. Avec des épisodes diffusés depuis 1976, elle peut être considérée comme la plus ancienne production du genre dans le pays.
Ses épisodes ont été diffusés sur différents supports, d'abord à la télévision, par le biais de ventes de films Super-8, au cinéma, en vidéo domestique, sur VHS et DVD, et actuellement sur des plateformes de diffusion en continu.
Historiquement, TV Globo est le principal diffuseur de la série à la télévision brésilienne, de 1976 à 1987, de 1999 à 2001 et de 2010 à 2014. Cependant, elle est également diffusée régulièrement sur la chaîne payante Cartoon Network depuis 2004, et y est une série originale depuis 2012. En 2021, la plateforme de streaming HBO Max a mis à disposition la dernière saison de la série en même temps que Cartoon Network.
La série est actuellement diffusée sur Cartoonito depuis 2021, sur la télévision payante, et sur la télévision en clair depuis le 9 octobre 2017 sur TV Cultura, mais des épisodes de la série ont déjà été diffusés sur diverses chaînes brésiliennes telles que Boomerang, Tooncast et Gloob sur la télévision payante, et Rede Manchete, SBT et Rede Bandeirantes sur la télévision en clair.
Au Portugal, elle a été diffusée par RTP2 dans l'émission pour enfants Zig Zag en 2008, avec le doublage brésilien original. En 2015, les épisodes à partir de 2002 ont été acquis et diffusés sur SIC K, cette fois avec un doublage portugais. En 2017, la série est diffusée sur Globo Premium (Globo Now). Elle n'est actuellement pas diffusée au Brésil.

## Personnages principaux
- Mônica : Une fille qui a un lapin en peluche bleu appelé Sansão et une robe rouge. Elle est toujours taquinée par les autres enfants car elle a de grandes dents et est un peu grosse. Elle est dotée d'une super force et est la « propriétaire » de la rue ; elle frappe les autres avec sa peluche quand ils la taquinent. Elle a un chien appelé Monicão.
- Cebolinha ou Petit Oignon : Un garçon portant un t-shirt vert qui prononce des « L » à la place des « R ». Il aime taquiner Mônica. Il est presque chauve, a cinq cheveux sur la tête et imagine toujours des stratagèmes pour battre Monica et être le « propriétaire de la rue ». Il a un chien appelé Floquinho.
- Cascão : Meilleur ami de Cebolinha. Il est toujours très sale et sent mauvais. Il aime bien recycler les poubelles. Il a très peur de l'eau, que ce soit la pluie ou une douche. Il a un cochon appelé Chovinista.
- Magali : Meilleure amie de Mônica. Elle porte une robe jaune. Elle est très gourmande et est la petite amie de Quinzinho, apprenti boulanger. Elle a un chat appelé Mingau.

## Mônica Toy
Mônica Toy est une série web dérivée lancée en mai 2013 et distribuée en ligne via la chaîne YouTube officielle de Turma da Mônica.
Les personnages de Turma da Mônica sont représentés en version chibi et vivent des situations comiques à travers des histoires muettes de 30 secondes chacune.
La série en est actuellement à sa septième saison et a également été diffusée sur les programmes de TBS et Cartoon Network.